# 레바논 (영화)
레바논(Lebanon)은 이스라엘, 영국, 프랑스, 독일에서 제작된 마오즈 슈무릭 감독의 2009년 드라마, 전쟁 영화이다. 레이몬드 암살렘 등이 주연으로 출연하였다.

## 출연

### 주연
- 레이몬드 암살렘
- 오슈리 코엔

### 조연
- 조허 슈트라우스
- 이타이 티란